# Wierzchosławiczki
Wierzchosławiczki (niem. Neuwürgsdorf) – wieś w Polsce położona w województwie dolnośląskim, w powiecie jaworskim, w gminie Bolków, na pograniczu Pogórza Kaczawskiego i Pogórza Wałbrzyskiego w Sudetach. Wieś leży u podnóża Poręby.
W latach 1975–1998 miejscowość administracyjnie należała do województwa jeleniogórskiego.
Pierwsza wzmianka o wsi pochodzi z 1419 r.